# 新戊二醇二缩水甘油醚
新戊二醇二缩水甘油醚（缩写NPGDGE）是一种脂肪族化合物，分子式C11H20O4，可看作二分子缩水甘油与一分子新戊二醇形成的醚，带有两个环氧基团。